# Ciemność (film)
Ciemność (ang. Darkness) – hiszpańsko-amerykański horror z 2002 roku w reżyserii Jaumego Balagueró. Zdjęcia kręcono w Barcelonie.

## Fabuła
Nastoletnia Amerykanka, Regina, przenosi się wraz z rodziną – kochającymi rodzicami i młodszym bratem – do Hiszpanii. Tam też zamieszkuje z bliskimi w starym domostwie. Okazuje się, że posiadłość kryje wiele tajemnic, które nurtują Reginę. Dziewczyna chce poznać sekret nowego domu, w tym celu wszczyna ciche śledztwo, które prowadzi ją do szokującego rozwiązania.

## Obsada
- Anna Paquin jako Regina
- Lena Olin jako Maria
- Iain Glen jako Mark
- Fele Martínez jako Carlos
- Giancarlo Giannini jako Albert Rua
- Stephan Enquist jako Paul
- Fermín Reixach jako Villalobos